# The Women's Tour 2021
The AJ Bell Women's Tour 2021 was de zevende editie van The Women's Tour, een rittenkoers georganiseerd in Groot-Brittannië, die deel uitmaakte van de UCI Women's World Tour 2021 en die bestond uit zes etappes inclusief een tijdrit. De wedstrijd werd vanwege de coronapandemie in 2020 afgelast en in 2021 uitgesteld naar het najaar en werd uiteindelijk verreden van 4 tot 9 oktober. Titelverdedigster was de Britse Lizzie Deignan; twee dagen voor ze van start ging in deze editie won ze de eerste Parijs-Roubaix voor vrouwen. Ze werd opgevolgd door de Nederlandse Demi Vollering, die met ruim een minuut voorsprong de tijdrit won en de leiding niet meer uit handen gaf.

## Deelnemende ploegen
Alle negen World-Tourploegen gingen van start, aangevuld met zeven continentale ploegen, waaronder het Nederlandse Parkhotel Valkenburg. Enkele favorieten waren titelverdedigster Lizzie Deignan, haar ploeggenote Elisa Longo Borghini, de Nederlanders Demi Vollering en Chantal Blaak, Liane Lippert, Ane Santesteban, Soraya Paladin en de sprinters Amy Pieters, Lorena Wiebes, Marta Bastianelli, Sarah Roy, Chloe Hosking en wereldkampioene Elisa Balsamo.
| World-Tourploegen                  | Continentale ploegen    |
| ---------------------------------- | ----------------------- |
| Alé BTC Ljubljana                  | AWOL O'Shea             |
| BikeExchange                       | Cams-Tifosi             |
| Canyon-SRAM                        | Coop-Hitec Products     |
| DSM                                | Drops-Le Col            |
| FDJ Nouvelle-Aquitaine Futuroscope | Parkhotel Valkenburg    |
| Liv Racing                         | Team Tibco              |
| Movistar                           | Valcar-Travel & Service |
| SD Worx                            |                         |
| Trek-Segafredo                     |                         |

## Etappe-overzicht
| etappe | datum     | start        | finish          | profiel             | afstand  | winnaar           | klassementsleider |
| ------ | --------- | ------------ | --------------- | ------------------- | -------- | ----------------- | ----------------- |
| 1e     | 4 oktober | Bicester     | Banbury         | Heuvelrit           | 147,7 km | Marta Bastianelli | Marta Bastianelli |
| 2e     | 5 oktober | Walsall      | Walsall         | Heuvelrit           | 102,2 km | Amy Pieters       | Clara Copponi     |
| 3e     | 6 oktober | Atherstone   | Atherstone      | Individuele tijdrit | 16,6 km  | Demi Vollering    | Demi Vollering    |
| 4e     | 7 oktober | Shoeburyness | Southend-on-Sea | Heuvelrit           | 117,8 km | Lorena Wiebes     | Demi Vollering    |
| 5e     | 8 oktober | Colchester   | Clacton-on-Sea  | Heuvelrit           | 95,4 km  | Lorena Wiebes     | Demi Vollering    |
| 6e     | 9 oktober | Haverhill    | Felixstowe      | Heuvelrit           | 155,3 km | Elisa Balsamo     | Demi Vollering    |

## Etappes

### 1e etappe
4 oktober 2021 — Bicester naar Banbury, 147,7 km
|    | Naam              | Team                               | Tijd     |
| -- | ----------------- | ---------------------------------- | -------- |
| 1  | Marta Bastianelli | Alé BTC Ljubljana                  | 3u44'41" |
| 2  | Chloe Hosking     | Trek-Segafredo                     | z.t.     |
| 3  | Clara Copponi     | FDJ Nouvelle-Aquitaine Futuroscope | z.t.     |
| 4  | Sheyla Gutiérrez  | Movistar                           | z.t.     |
| 5  | Elena Cecchini    | SD Worx                            | z.t.     |
| 6  | Hannah Barnes     | Canyon-SRAM                        | z.t.     |
| 7  | Sofia Bertizzolo  | Liv Racing                         | z.t.     |
| 8  | Josie Nelson      | Coop-Hitec Products                | z.t.     |
| 9  | Amy Pieters       | SD Worx                            | z.t.     |
| 10 | Leah Kirchmann    | DSM                                | z.t.     |

|    | Naam              | Team                               | Tijd     |
| -- | ----------------- | ---------------------------------- | -------- |
| 1  | Marta Bastianelli | Alé BTC Ljubljana                  | 3u44'31" |
| 2  | Chloe Hosking     | Trek-Segafredo                     | + 4"     |
| 3  | Nina Kessler      | Team Tibco                         | z.t.     |
| 4  | Clara Copponi     | FDJ Nouvelle-Aquitaine Futuroscope | + 6"     |
| 5  | Sarah Roy         | BikeExchange                       | + 7"     |
| 6  | Alison Jackson    | Liv Racing                         | + 8"     |
| 7  | Demi Vollering    | SD Worx                            | + 9"     |
| 8  | Sheyla Gutiérrez  | Movistar                           | + 10"    |
| 9  | Elena Cecchini    | SD Worx                            | z.t.     |
| 10 | Hannah Barnes     | Canyon-SRAM                        | z.t.     |

### 2e etappe
5 oktober 2021 — Walsall naar Walsall, 102,2 km
|    | Naam                | Team                               | Tijd     |
| -- | ------------------- | ---------------------------------- | -------- |
| 1  | Amy Pieters         | SD Worx                            | 2u38'03" |
| 2  | Clara Copponi       | FDJ Nouvelle-Aquitaine Futuroscope | z.t.     |
| 3  | Sheyla Gutiérrez    | Movistar                           | z.t.     |
| 4  | Audrey Cordon-Ragot | Trek-Segafredo                     | z.t.     |
| 5  | Pfeiffer Georgi     | DSM                                | z.t.     |
| 6  | Elise Chabbey       | Canyon-SRAM                        | z.t.     |
| 7  | Maaike Boogaard     | Alé BTC Ljubljana                  | z.t.     |
| 8  | Aude Biannic        | Movistar                           | z.t.     |
| 9  | Juliette Labous     | DSM                                | z.t.     |
| 10 | Demi Vollering      | SD Worx                            | z.t.     |

|    | Naam              | Team                               | Tijd     |
| -- | ----------------- | ---------------------------------- | -------- |
| 1  | Clara Copponi     | FDJ Nouvelle-Aquitaine Futuroscope | 6u22'34" |
| 2  | Amy Pieters       | SD Worx                            | z.t.     |
| 3  | Sheyla Gutiérrez  | Movistar                           | + 6"     |
| 4  | Demi Vollering    | SD Worx                            | + 9"     |
| 5  | Juliette Labous   | DSM                                | + 10"    |
| 6  | Elise Chabbey     | Canyon-SRAM                        | z.t.     |
| 7  | Aude Biannic      | Movistar                           | z.t.     |
| 8  | Pfeiffer Georgi   | DSM                                | z.t.     |
| 9  | Nina Kessler      | Team Tibco                         | + 38"    |
| 10 | Marta Bastianelli | Alé BTC Ljubljana                  | + 40"    |

### 3e etappe
6 oktober 2021 — Atherstone naar Atherstone, 16,6 km
|    | Naam            | Team         | Tijd    |
| -- | --------------- | ------------ | ------- |
| 1  | Demi Vollering  | SD Worx      | 23'18"  |
| 2  | Joscelin Lowden | Drops-Le Col | + 1'04" |
| 3  | Leah Kirchmann  | DSM          | + 1'05" |
| 4  | Alice Barnes    | Canyon-SRAM  | + 1'08" |
| 5  | Juliette Labous | DSM          | z.t.    |
| 6  | Chantal Blaak   | SD Worx      | + 1'09" |
| 7  | Abi Smith       | Team Tibco   | + 1'20" |
| 8  | Veronica Ewers  | Team Tibco   | + 1'21" |
| 9  | Anna Shackley   | SD Worx      | + 1'25" |
| 10 | Hannah Barnes   | Canyon-SRAM  | + 1'27" |

|    | Naam            | Team                               | Tijd     |
| -- | --------------- | ---------------------------------- | -------- |
| 1  | Demi Vollering  | SD Worx                            | 6u46'01" |
| 2  | Juliette Labous | DSM                                | + 1'09"  |
| 3  | Clara Copponi   | FDJ Nouvelle-Aquitaine Futuroscope | + 1'19"  |
| 4  | Amy Pieters     | SD Worx                            | + 1'22"  |
| 5  | Aude Biannic    | Movistar                           | + 1'33"  |
| 6  | Joscelin Lowden | Drops-Le Col                       | + 1'47"  |
| 7  | Leah Kirchmann  | DSM                                | + 1'48"  |
| 8  | Alice Barnes    | Canyon-SRAM                        | + 1'51"  |
| 9  | Chantal Blaak   | SD Worx                            | + 1'52"  |
| 10 | Pfeiffer Georgi | DSM                                | + 1'53"  |

### 4e etappe
7 oktober 2021 — Shoeburyness naar Southend-on-Sea, 117,8 km
|    | Naam                    | Team                    | Tijd     |
| -- | ----------------------- | ----------------------- | -------- |
| 1  | Lorena Wiebes           | DSM                     | 2u54'43" |
| 2  | Chiara Consonni         | Valcar-Travel & Service | z.t.     |
| 3  | Chloe Hosking           | Trek-Segafredo          | z.t.     |
| 4  | Sheyla Gutiérrez        | Movistar                | z.t.     |
| 5  | Marjolein van 't Geloof | Drops-Le Col            | z.t.     |
| 6  | Sofia Bertizzolo        | Liv Racing              | z.t.     |
| 7  | Sarah Roy               | BikeExchange            | z.t.     |
| 8  | Alice Barnes            | Canyon-SRAM             | z.t.     |
| 9  | Marta Bastianelli       | Alé BTC Ljubljana       | z.t.     |
| 10 | Amy Pieters             | SD Worx                 | z.t.     |

|    | Naam            | Team                               | Tijd     |
| -- | --------------- | ---------------------------------- | -------- |
| 1  | Demi Vollering  | SD Worx                            | 9u40'44" |
| 2  | Juliette Labous | DSM                                | + 1'09"  |
| 3  | Clara Copponi   | FDJ Nouvelle-Aquitaine Futuroscope | + 1'19"  |
| 4  | Amy Pieters     | SD Worx                            | + 1'20"  |
| 5  | Aude Biannic    | Movistar                           | + 1'33"  |
| 6  | Leah Kirchmann  | DSM                                | + 1'46"  |
| 7  | Joscelin Lowden | Drops-Le Col                       | + 1'47"  |
| 8  | Alice Barnes    | Canyon-SRAM                        | + 1'51"  |
| 9  | Chantal Blaak   | SD Worx                            | + 1'52"  |
| 10 | Pfeiffer Georgi | DSM                                | + 1'53"  |

### 5e etappe
8 oktober 2021 — Colchester naar Clacton-on-Sea, 95,4 km
|    | Naam                    | Team                               | Tijd     |
| -- | ----------------------- | ---------------------------------- | -------- |
| 1  | Lorena Wiebes           | DSM                                | 2u19'53" |
| 2  | Elisa Balsamo           | Valcar-Travel & Service            | z.t.     |
| 3  | Marjolein van 't Geloof | Drops-Le Col                       | z.t.     |
| 4  | Chloe Hosking           | Trek-Segafredo                     | z.t.     |
| 5  | Clara Copponi           | FDJ Nouvelle-Aquitaine Futuroscope | z.t.     |
| 6  | Sofia Bertizzolo        | Liv Racing                         | z.t.     |
| 7  | Marta Bastianelli       | Alé BTC Ljubljana                  | z.t.     |
| 8  | Sheyla Gutiérrez        | Movistar                           | z.t.     |
| 9  | Amy Pieters             | SD Worx                            | z.t.     |
| 10 | Amber van der Hulst     | Parkhotel Valkenburg               | z.t.     |

|    | Naam            | Team                               | Tijd      |
| -- | --------------- | ---------------------------------- | --------- |
| 1  | Demi Vollering  | SD Worx                            | 12u00'37" |
| 2  | Juliette Labous | DSM                                | + 1'09"   |
| 3  | Clara Copponi   | FDJ Nouvelle-Aquitaine Futuroscope | + 1'16"   |
| 4  | Amy Pieters     | SD Worx                            | + 1'19"   |
| 5  | Aude Biannic    | Movistar                           | + 1'33"   |
| 6  | Leah Kirchmann  | DSM                                | + 1'46"   |
| 7  | Joscelin Lowden | Drops-Le Col                       | + 1'47"   |
| 8  | Alice Barnes    | Canyon-SRAM                        | + 1'51"   |
| 9  | Chantal Blaak   | SD Worx                            | + 1'52"   |
| 10 | Pfeiffer Georgi | DSM                                | + 1'53"   |

### 6e etappe
9 oktober 2021 — Haverhill naar Felixstowe, 155,3 km
|    | Naam                    | Team                               | Tijd     |
| -- | ----------------------- | ---------------------------------- | -------- |
| 1  | Elisa Balsamo           | Valcar-Travel & Service            | 3u53'51" |
| 2  | Lorena Wiebes           | DSM                                | z.t.     |
| 3  | Chloe Hosking           | Trek-Segafredo                     | z.t.     |
| 4  | Sheyla Gutiérrez        | Movistar                           | z.t.     |
| 5  | Amber van der Hulst     | Parkhotel Valkenburg               | z.t.     |
| 6  | Clara Copponi           | FDJ Nouvelle-Aquitaine Futuroscope | z.t.     |
| 7  | Marjolein van 't Geloof | Drops-Le Col                       | z.t.     |
| 8  | Sarah Roy               | BikeExchange                       | z.t.     |
| 9  | Marta Bastianelli       | Alé BTC Ljubljana                  | z.t.     |
| 10 | Alice Barnes            | Canyon-SRAM                        | z.t.     |

|    | Naam            | Team                               | Tijd      |
| -- | --------------- | ---------------------------------- | --------- |
| 1  | Demi Vollering  | SD Worx                            | 15u54'38" |
| 2  | Juliette Labous | DSM                                | + 1'02"   |
| 3  | Clara Copponi   | FDJ Nouvelle-Aquitaine Futuroscope | + 1'05"   |
| 4  | Amy Pieters     | SD Worx                            | + 1'07"   |
| 5  | Aude Biannic    | Movistar                           | + 1'26"   |
| 6  | Leah Kirchmann  | DSM                                | + 1'39"   |
| 7  | Alice Barnes    | Canyon-SRAM                        | + 1'41"   |
| 8  | Pfeiffer Georgi | DSM                                | + 1'46"   |
| 9  | Elise Chabbey   | Canyon-SRAM                        | + 1'47"   |
| 10 | Joscelin Lowden | Drops-Le Col                       | z.t.      |

## Klassementenverloop
De blauwe trui wordt uitgereikt aan de rijdster met de laagste totaaltijd.
 De licht blauwe trui wordt uitgereikt aan de rijdster met de meeste punten van de etappefinishes en tussensprints.
 De "Queen of the Mountains" (Bergkoningin) trui wordt uitgereikt aan de rijdster met de meeste behaalde punten uit bergtop passages.
 De sprinttrui wordt uitgereikt aan de rijdster met de meeste punten behaald in tussensprints.
| Etappe      | Winnaar           | Algemeen klassement | Puntenklassement  | Bergklassement | Sprintklassement | Ploegenklassement |
| ----------- | ----------------- | ------------------- | ----------------- | -------------- | ---------------- | ----------------- |
| 1           | Marta Bastianelli | Marta Bastianelli   | Marta Bastianelli | Demi Vollering | Nina Kessler     | SD Worx           |
| 2           | Amy Pieters       | Clara Copponi       | Clara Copponi     | Elise Chabbey  | Nina Kessler     | SD Worx           |
| 3           | Demi Vollering    | Demi Vollering      | Clara Copponi     | Elise Chabbey  | Nina Kessler     | SD Worx           |
| 4           | Lorena Wiebes     | Demi Vollering      | Sheyla Gutiérrez  | Elise Chabbey  | Nina Kessler     | SD Worx           |
| 5           | Lorena Wiebes     | Demi Vollering      | Lorena Wiebes     | Elise Chabbey  | Nina Kessler     | SD Worx           |
| 6           | Elisa Balsamo     | Demi Vollering      | Lorena Wiebes     | Elise Chabbey  | Nina Kessler     | SD Worx           |
| Eindstanden | Eindstanden       | Demi Vollering      | Lorena Wiebes     | Elise Chabbey  | Nina Kessler     | SD Worx           |